# Montivipera
Genre
Montivipera est un genre de serpents de la famille des Viperidae. 

## Répartition
Les huit espèces de ce genre se rencontrent au Moyen-Orient, au Caucase et en Grèce.

## Description
Ce sont des serpents venimeux et ovovivipares.

## Venimosité
Ces vipères sont considérées comme dangereuses et leurs morsures peuvent être mortelles. L'envenimation par les espèces de ce genre, du moins pour les espèces répandues qui sont bien connues, est en général bien plus grave que celle causée par les espèces du genre Vipera. Leur venin est essentiellement cytotoxique et hémotoxique, comme pour la plupart des Viperidae.
Cependant ce sont des serpents craintifs et peu agressifs qui ne mordent, pour se défendre, qu'en dernier recours. Leurs morsures sont donc assez rares.

## Liste des espèces
Selon The Reptile Database (9 septembre 2014) :
- Montivipera albizona (Nilson, Andren & Flärdh, 1990)
- Montivipera bornmuelleri (Werner, 1898)
- Montivipera bulgardaghica (Nilson & Andren, 1985)
- Montivipera kuhrangica Rajabizadeh, Nilson & Kami, 2011
- Montivipera latifii (Mertens, Darewsky & Klemmer, 1967)
- Montivipera raddei (Boettger, 1890)
- Montivipera wagneri (Nilson & Andrén, 1984)
- Montivipera xanthina (Gray, 1849) - Vipère ottomane

## Publication originale
- Nilson, Tuniyev, Andrén, Orlov, Joger & Herrmann, 1999 : Taxonomic position of the Vipera xanthina complex. Kaupia (Darmstadt), vol. 8, p. 99-102.